# Rocetelion
Rocetelion är ett släkte av tvåvingar som beskrevs av Loïc Matile 1988. Rocetelion ingår i familjen platthornsmyggor.
Släktet innehåller bara arten Rocetelion humerale.